# Чубенко, Алексей Васильевич
Алексей Васильевич Чубенко (р. 1889) — командир РПАУ.

## Биография
Родился в 1889 г. в с. Григорьевке Александровского уезда в семье бедняка. Работал кузнецом, паровозным машинистом Екатерининской железной дороги.
С 1905 г. анархо-коммунист. Активнейший участник махновщины.
С 1917 г., член гуляйпольской группы анархистов.
В 1918 году после занятия немцами Гуляйполя и отъезда Махно в Россию он становится комиссаром железнодорожного узла Царево-Костантиновка, был арестован немцами, и приговорён петлюравцами к расстрелу, во время расстрела бежал. До июня 1918 года по направлении Викжельдор работал на станции Ямская Курской губернии. С декабря 1918 г. по март 1919 г. начальник штаба и командир отряда. С марта по июль 1919 г. дипломат в махновщине и председатель многих комиссий вел переговоры с Дыбенко о заключении союза. В марте 1919 после занятия Мариуполя махновцами участвовал в переговорах с французскими представителями Антанты о передаче французам угля находящегося в порту. С августа по сентябрь член Реввоенсовета Повстанческой Армии (махновцев) и разоблачитель Григорьева. С сентября по декабрь 1919 г. председатель дипломатической комиссии по заключению договора с Петлюрой на станции Жмеринка 20 сентября 1919, адъютант Махно, армейский казначей и начальник армейской подрывной команды.
С января по сентябрь 1920 г. находился в Бутырской тюрьме. В декабре 1920 г. начштаба отряда Бровы. С января по апрель 1921 г. в подполье, с апреля окончательно порывает с махновщиной и переходит на сторону Советской власти.
В 1930 г. был жив, беспартийный.